# Mimikatz
Mimikatz ist ein freies und quelloffenes Programm für Microsoft Windows, mit dem, unter Ausnutzung von Schwachstellen, zwischengespeicherte Anmeldeinformationen angezeigt werden können. Mimikatz ist ein beliebtes Tool für Cyberangriffe und wurde unter anderem für den Notpetya-Cyberangriff auf die Ukraine genutzt. Die Software ist frei verfügbar und wurde von Benjamin Delpy entwickelt.

## Merkmale
Mit Mimikatz lassen sich Passwörter im Klartext anzeigen oder Passwort-Hashes aus dem Windows-Speicher auslesen. Methoden, die bei der Software angewendet werden, sind beispielsweise Pass-the-Hash oder Pass-the-Ticket, wodurch auch Login-Daten, Admin-Konten, Kerberos-Tickets oder Golden Tickets exportiert werden können. Das Tool kann verschiedene Windows-Schwachstellen ausnutzen und besitzt verschiedene Methoden, um Login-Daten auszulesen. Durch die kontinuierliche Weiterentwicklung enthält das Tool sämtliche neuen Angriffsmöglichkeiten auf Windows-Systeme.

## Nutzung
Genutzt wird die Software von Administratoren, um das eigene System auf Schwachstellen zu überprüfen, von Sicherheitsexperten für Penetrationstests sowie von Crackern.

### Cyberangriffe
Im Jahr 2017 erfolgte ein Angriff auf ukrainische Windows-Computer mittels der Ransomware NotPetya. Diese enthielt unter anderem Mimikatz zum Ausspähen von Zugangsdaten in den jeweiligen Systemen und infizierte 75 % der ukrainischen Computer. Weitere weltweite Fälle, wie beispielsweise das Logistikunternehmen Maersk, sind bekannt.
Ebenfalls 2017 nutzte die Ransomware Bad Rabbit bei Angriffen Mimikatz und legte unter anderem die russische Nachrichtenagentur Interfax lahm, ebenso den Flughafen Odessa in der Ukraine, die Metro Kiew, das Ministerium für Infrastruktur Ukraine und das News-Portal Fontanka.ru. Attacken wurden außerdem in Russland, der Ukraine, der Türkei, Polen, Dänemark, Irland, Japan, Südkorea, den Vereinigten Staaten und in Deutschland registriert.
2020 gab es zielgerichtete Angriffe auf Industrieunternehmen in Japan, Italien, Deutschland und Großbritannien. Über infizierte Microsoft-Office-Dokumente oder PowerShell-Skripte wurde dabei Mimikatz mittels Steganografiemethoden unbemerkt ausgeführt.